# راس العین، یبرود
راس العین (به عربی: رأس العین) یک روستا در سوریه است که در استان ریف دمشق واقع شده‌است. راس العین ۲٬۷۵۴ نفر جمعیت دارد.